# 贡达朗伊什
贡达朗伊什是葡萄牙波尔图区的一个堂区。总面积1.95平方公里，总人口1050人，人口密度538.5人/平方公里。